# Liste der Bürgermeister von Eijsden-Margraten
Dies ist die Liste der Bürgermeister von Eijsden-Margraten in der niederländischen Provinz Limburg seit der Gemeindegründung am 1. Januar 2011.
| Bürgermeister       | Bürgermeister       | Partei | Partei    | Amtszeit  | Anmerkungen   |
| ------------------- | ------------------- | ------ | --------- | --------- | ------------- |
|                     | Jean Bronckers      |        | CDA       | 2011      | kommissarisch |
| Dieudonné Akkermans | Dieudonné Akkermans |        | CDA       | 2011–2021 | [ 2 ]         |
| Sjraar Cox          | Sjraar Cox          |        | PvdA      | 2021–2023 | kommissarisch |
|                     | Alain Krijnen       |        | parteilos | 2023–     | [ 4 ]         |